# 빅토르 클리멘코

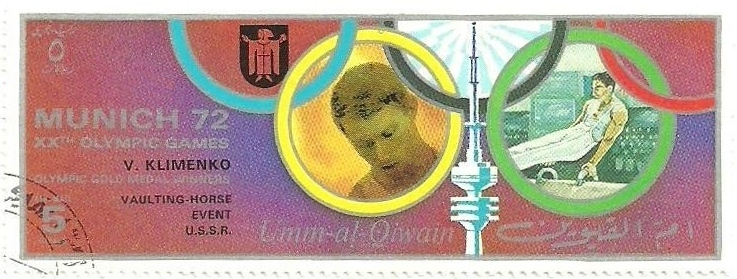

빅토르 야코블레비치 클리멘코(러시아어: Виктор Яковлевич Клименко, 1949년 2월 25일~)는 러시아의 전직 체조 선수이다. 그는 1968년과 1972년 올림픽 단체 종합에서 은메달을 획득했다. 그는 1968년 올림픽때 평행봉에서 동메달을 땄다. 그는 1972년 올림픽때 안마에서 금메달을 땄고, 도마에서 은메달을 땄다. 클리멘코는 1970년부터 1974년 사이에 세계 선수권 대회에서 4개의 메달을 땄다. 그의 아내 라리사 페트리크 또한 전직 올림픽 체조 선수이다.